# Mary & George
Mary & George es una miniserie de televisión del género drama histórico, creada y desarrollada por D. C. Moore para Sky Studios y estrenada en el Reino Unido por el canal Sky Atlantic el 5 de marzo de 2024. La serie, basada en el libro de no ficción de 2017 de Benjamin Woolley: The King's Assassin, está dirigida por Oliver Hermanus, Alex Winckler y Florian Cossen y protagonizada por Julianne Moore y Nicholas Galitzine.

## Sinopsis
En la Inglaterra del siglo XVI, Mary Villiers (Julianne Moore), gracias a su inteligencia y a su poder de persuasión consigue que su segundo hijo George Villiers (Nicholas Galitzine), entre a formar parte de la corte real del rey Jacobo I de Inglaterra y VI de Escocia (Tony Curran) y en consecuencia el rey les dota de nuevos títulos, poder y tierras.

## Reparto

### Principales
- Julianne Moore como Mary Villiers, la condesa de Buckingham.
- Nicholas Galitzine como George Villiers, el primer duque de Buckingham.
- Tony Curran como el rey Jacobo VI y I.
- Laurie Davidson como Robert Carr, el primer conde de Somerset.
- Nicola Walker como Elizabeth Hatton.
- Niamh Algar como Sandie.
- Trine Dyrholm como la reina Anne.
- Sean Gilder como el caballero Thomas Compton.
- Adrian Rawlins como Edward Coke.
- Mark O'Halloran como Francis Bacon.
- Samuel Blenkin como el rey Carlos I de Inglaterra .
- Amelia Gething como Frances Coke, la vizcondesa de Purbeck.
- Mirren Mack como Katherine Villiers, la duquesa de Buckingham.
- Simon Russell Beale como el caballero George Villiers.
- Pearl Chanda como Frances Carr, la condesa de Somerset.
- Unax Ugalde como Diego Sarmiento, I Conde de Gondomar.
- Joseph Mawle como Sir Walter Raleigh.

### Recurrentes
- Jacob McCarthy como Christopher Villiers, el primer conde de Anglesey.
- Tom Victor como John Villiers, el primer vizconde de Purbeck.
- Alice Grant como Susan Feilding, la condesa de Denbigh.
- Khalil Ben Gharbia como Jean.
- Dimitri Gripari como Vincent, asistente de Jean.
- David Weiss como Cristián IV de Dinamarca.
- Rina Mahoney como Laura Ashcattle.
- Daniel Jordan como el cura.
- Aine Mcnamara como María Ana de Austria
- Alex Brendemühl como Olivares, asistente real de la corona española.
- Robert Lonsdale como John Felton.

## Producción
En octubre de 2022, se anunció que Julianne Moore lideraría Mary & George como Mary Villiers, condesa de Buckingham. Nicholas Galitzine se unió al elenco en enero de 2023 como el hijo de Mary, George Villiers, primer duque de Buckingham.  En marzo de 2023 se anunció el resto del reparto.
La fotografía principal estaba en marcha en Inglaterra en enero de 2023 y estaba previsto que comenzase en Londres. Se informó que Knole en Kent estaría cerrado a finales de enero y principios de febrero para el rodaje. Del 22 al 26 de mayo de 2023, el rodaje tuvo lugar en Ham House en Richmond, que también hacía las veces de palacio en Londres. El elenco y el equipo fueron vistos en Old Hunstanton Beach en Norfolk a principios de junio.

## Episodios
| N.º | Título                          | Dirigido por    | Escrito por                       | Fecha de emisión original |
| --- | ------------------------------- | --------------- | --------------------------------- | ------------------------- |
| 1   | «The Second Son»                | Oliver Hermanus | D.C. Moore                        | 5 de marzo de 2024        |
| 2   | «The Hunt»                      | Oliver Hermanus | D.C. Moore                        | 5 de marzo de 2024        |
| 3   | «Not So Much as Love as by Awe» | Oliver Hermanus | D.C. Moore                        | 5 de marzo de 2024        |
| 4   | «The Wolf and the Lamb»         | Alex Winckler   | D.C. Moore                        | 5 de marzo de 2024        |
| 5   | «The Golden City»               | Alex Winckler   | D.C. Moore y Stacey Gregg         | 5 de marzo de 2024        |
| 6   | «The Queen is Dead»             | Florian Cossen  | D.C. Moore y Anchuli Felicia King | 5 de marzo de 2024        |
| 7   | «War»                           | Florian Cossen  | D.C. Moore y Laura Grace          | 5 de marzo de 2024        |